# Kościół Narodzenia Najświętszej Marii Panny w Harklowej
Kościół Narodzenia Najświętszej Marii Panny w Harklowej – drewniany rzymskokatolicki kościół pw. Narodzenia Najświętszej Marii Panny, zbudowany pod koniec XV w., znajdujący się w miejscowości Harklowa.
Obiekt znajduje się na szlaku architektury drewnianej województwa małopolskiego.

## Historia
Późnogotycka świątynia należy do grupy kościołów podhalańskich. Została wzniesiona pod koniec XV w. na miejscu wcześniejszej świątyni i przejęła jej cechy. W XIX w. dokonano znacznych przekształceń, które niekorzystnie odbiły się na architekturze kościoła. 

## Architektura i wyposażenie
Jest budowlą jednonawową, trójdzielną, orientowaną. Ściany kościoła oszalowano. W bryle kościoła można wyróżnić prezbiterium, nawę oraz wieżę. Prezbiterium, podobnie jak w innych świątyniach podhalańskich, zamknięte jest prostokątnie. Od północy przylega do niego zakrystia. Nawa sąsiaduje z okazałą czworoboczną kaplicą wzniesioną w 1866, którą nakrywa kopuła z wieloboczną latarnią. Po południowej stronie nawy znajduje się kruchta boczna dobudowana w XVIII wieku. Nad prezbiterium i nawą wybudowano dach jednokalenicowy, dwuspadowy, kryty gontem. Na kalenicy w 1877 dodano neogotycką wieżyczkę na sygnaturkę. Dominującym elementem bryły kościoła jest wybudowana w XVII wieku izbicowa wieża zwieńczona ostrosłupowym hełmem. Całą świątynię otaczają otwarte soboty.

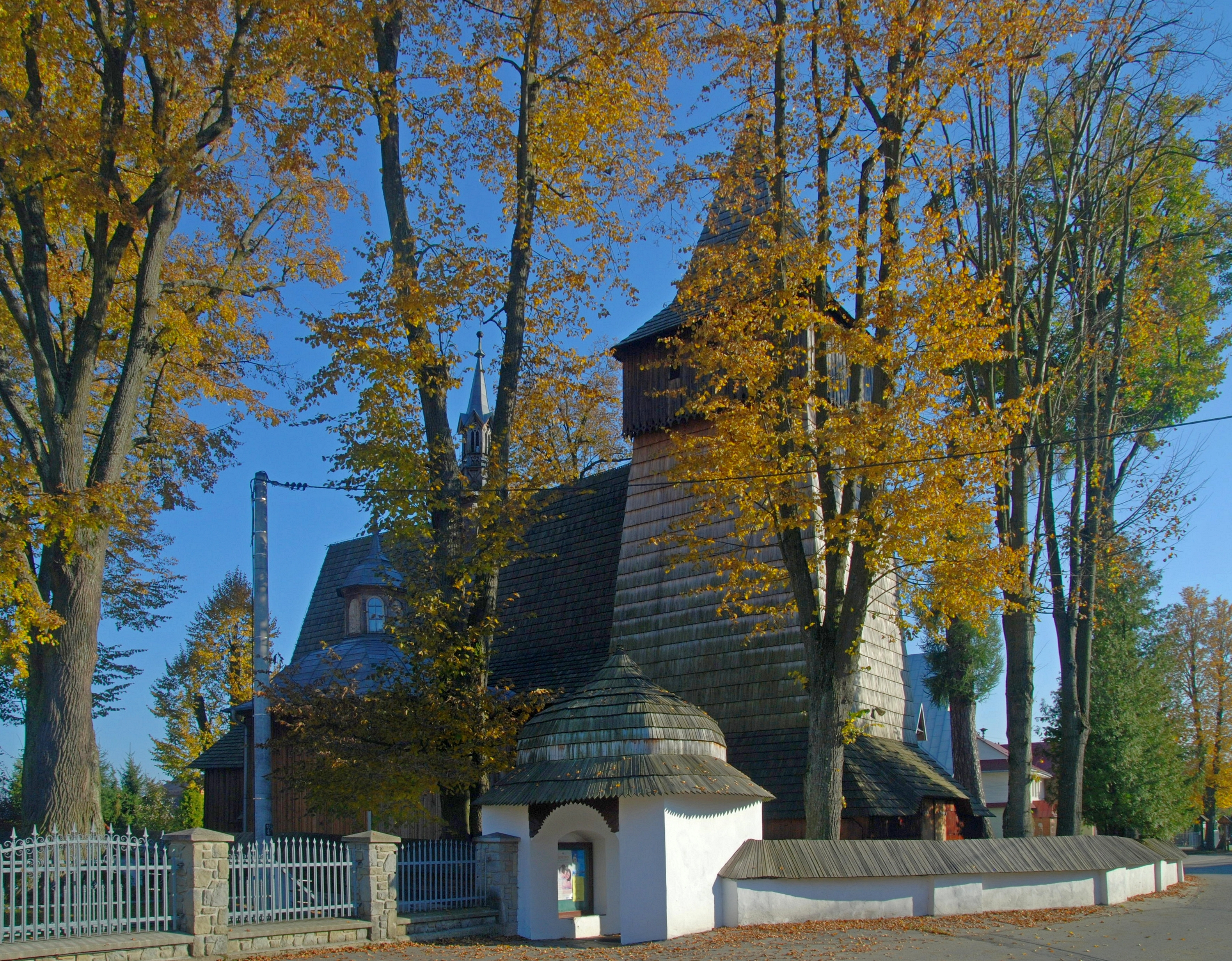
Elewacja północna
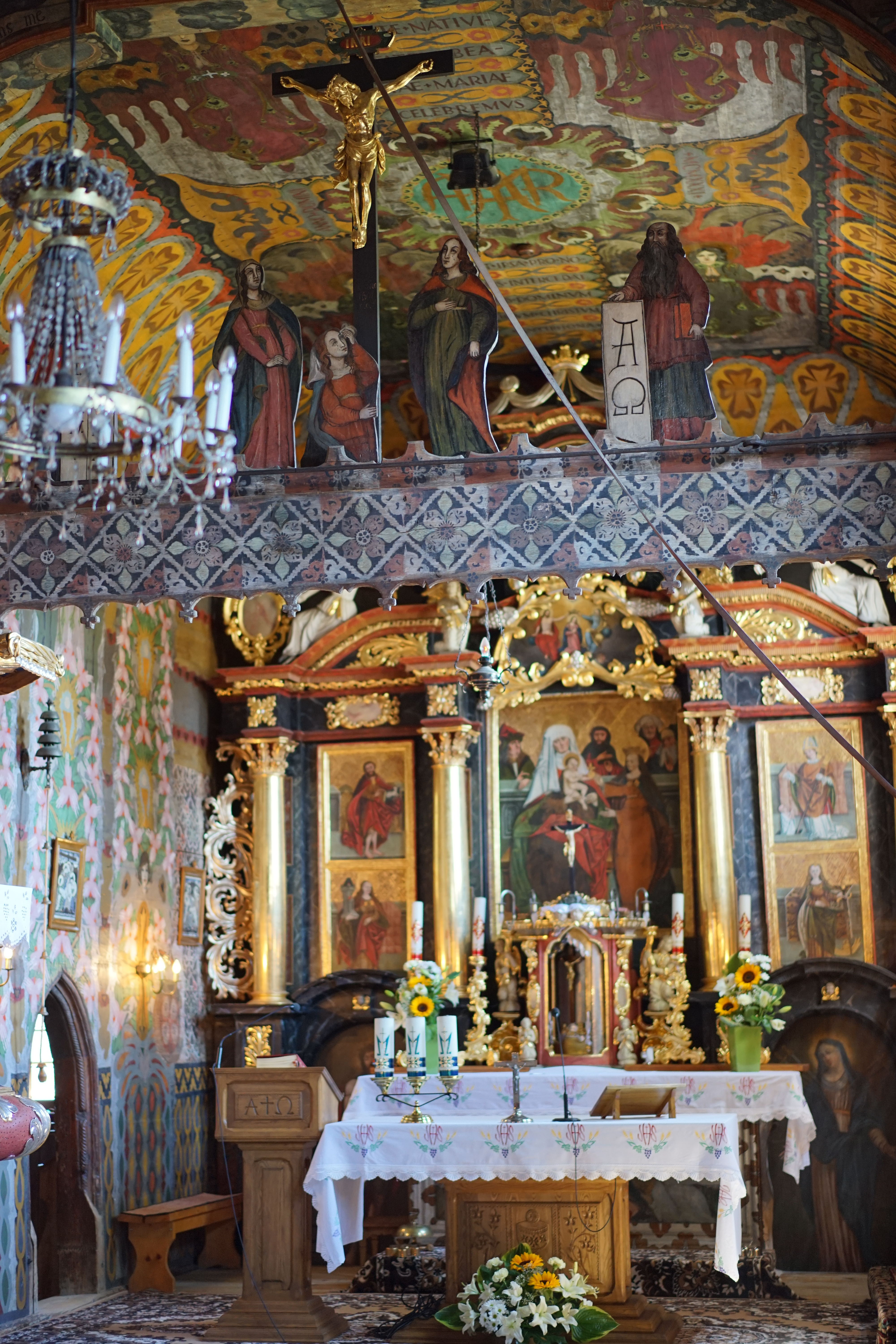
Wnętrze
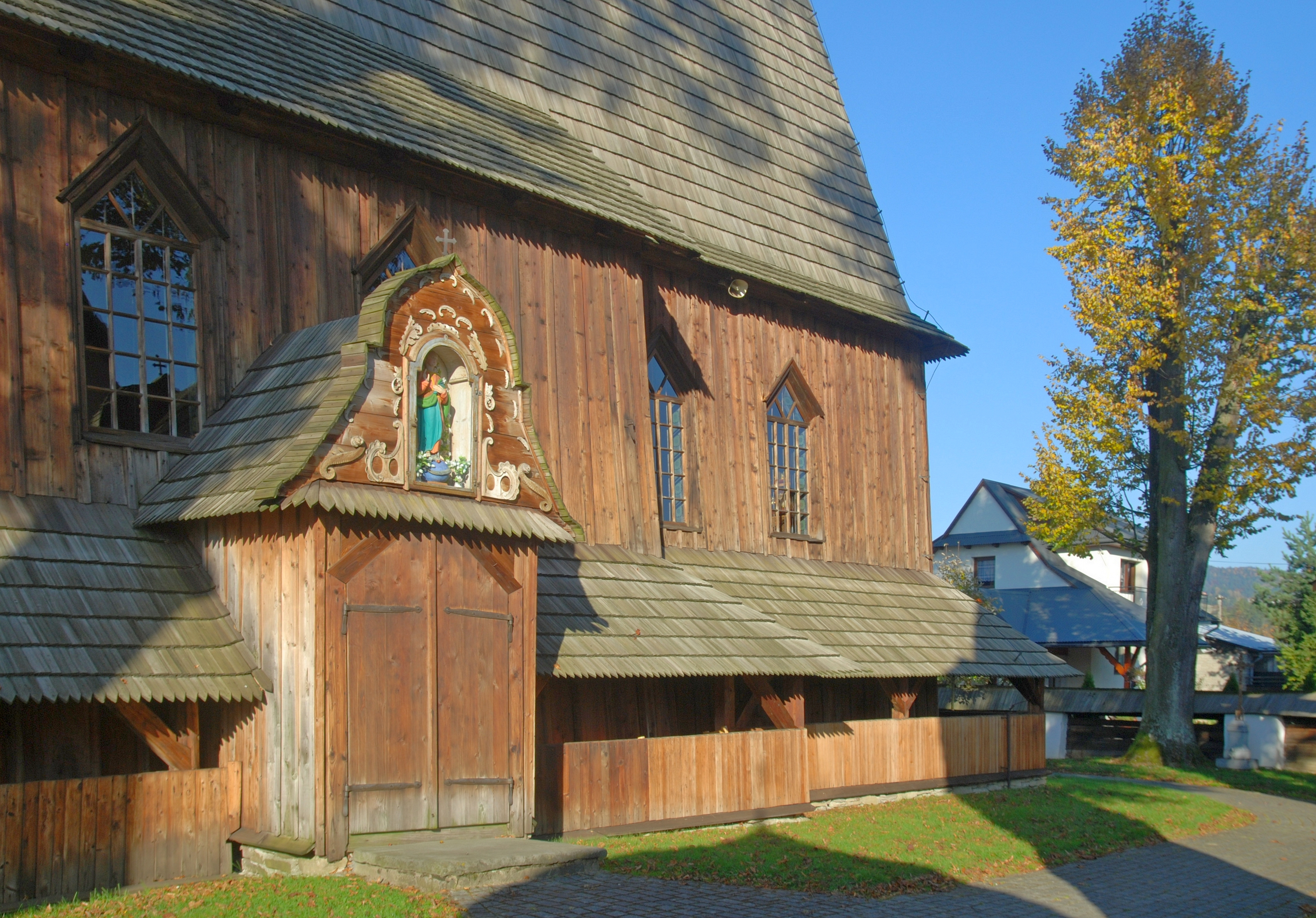
Soboty i wejście boczne

Około roku 1500 wnętrze kościoła ozdobiono polichromią patronową. Była ona przemalowywana czterokrotnie. Malowidła obecnie pokrywające sklepienie i ściany pochodzą 1935. Oryginalne XVI-wieczne dekoracje patronowe zachowały się jedynie we fragmentach, głównie na stropie przedsionka pod wieżą. Do powtarzających się motywów należą orszak myśliwski, jeleń i para gołębi. Z czasu budowy pochodzą gotyckie portale ostrołukowe z ornamentem sznurowym w drzwiach do zakrystii i w kruchcie południowej. Okna, zgodnie z dawną tradycją, umieszczone zostały jedynie na ścianie południowej. Do belki tęczowej przybita jest deska zdobiona ornamentem patronowym, stanowiąca niegdyś element dawnego stropu. Na belce znajduje się również barokowy krucyfiks i wycięte z desek malowane postaci świętych.
W skład wyposażenia świątyni wchodzi pięć ołtarzy. Ołtarz główny reprezentuje styl późnobarokowy. Umieszczono w nim obrazy z XVI-wiecznego gotyckiego tryptyku wchodzącego w skład pierwotnego wyposażenia kościoła. W polu środkowym znajduje się przedstawienie Świętej Rodziny, zaś po bokach namalowane są postacie świętych. W zwieńczeniu umieszczono obraz Zwiastowania pochodzący z nasady tryptyku. Dwa barokowe ołtarze boczne pochodzą z XVIII wieku. W tym samym okresie wykonano również dwa ołtarze rokokowe umieszczone w kaplicy. Pierwotnie znajdowały się one w kościele w Maciejowcach na Słowacji. W skład wyposażenia wchodzi również XVIII-wieczna ambona oraz kamienna chrzcielnica z 1731.

## Otoczenie
Teren kościelny otoczony jest przez murek z bramkami nakrytymi gontowymi, baniastymi hełmami.